# Phodopus
Phodopus es un género de roedores miomorfos.
Junto con los hámsteres,  ratas campestres, lemmings y ratones de las Américas están  incluidos en la familia  de los cricétidos, que con casi seiscientas especies, es la segunda familia de mamíferos más numerosa. Forma parte de la superfamilia Muroidea. 
Las especies del género Phodopus, junto con las del género Cricetulus (hámster chino), son conocidas como "hámsteres enanos", debido a su pequeño tamaño.
Aunque tiene menos variedad en colores que el popular hámster dorado o hámster sirio, este género de hámsteres enanos son populares como mascotas para aquellos propietarios que desean disfrutar de un hámster de menor tamaño y más sociable.

## Especies
- Género Phodopus - Hámsteres enanos de cola corta
  - Phodopus campbelli -  Hámster enano de Campbell.
  - Phodopus sungorus - Hámster enano ruso,  blanco (de invierno o hámster de Zungaria).
  - Phodopus roborovskii -  Hámster enano Roborovski (o del desierto).

El hámster enano de Campbell y el hámster ruso enano, a los que se les conoce en ruso como "shwi-shwi", suelen vivir entre un año y medo y dos años y medio, llegando a alcanzar una longitud de 8-10 cm. Debido a sus similitudes, en muchas ocasiones se confunden ambas especies.
El hámster enano de Roborovski es el más pequeño, con sólo 4-5 cm y una esperanza de vida de tres a tres años y medio.